# كارلوس كوستا (تنس)
كارلوس كوستا (بالإسبانية: Carlos Costa)‏ مواليد 22 أبريل 1968 في برشلونة، هو لاعب كرة مضرب إسباني سابق بدأ مسيرته كمحترف سنة 1988 وكان يلعب باليد اليمنى، اعتزل اللعب في 1999. أعلى تصنيف له في الفردي كان المركز الـ 10 في سنة 1992. سبق أن شارك في دورة الألعاب الأولمبية الصيفية.

## روابط خارجية
- كارلوس كوستا على موقع رابطة محترفي التنس (الإنجليزية)
- كارلوس كوستا على موقع الاتحاد الدولي لكرة المضرب (الإنجليزية)
- كارلوس كوستا على موقع كأس ديفيز (الإنجليزية)
- كارلوس كوستا على موقع خلاصة التنس.كوم (الإنجليزية)
- كارلوس كوستا على موقع أوليمبيديا (الإنجليزية)